# Myrnohrad
Myrnohrad (in ucraino Мирноград?) è  una città dell'Ucraina orientale sita nel distretto di Pokrovs'k, nell'oblast' di Donec'k. Ospita l'amministrazione della comunità territoriale di Myrnohrad, una delle comunità territoriali dell'Ucraina. Nel 2022 aveva una popolazione di 46 098 abitanti.
Fino al 18 luglio 2020 Myrnohrad era classificata come città di rilevanza regionale, costituiva un comune autonomo e non apparteneva a nessun distretto. Nell'ambito della riforma amministrativa dell'Ucraina, che ha ridotto a otto il numero dei distretti dell'Oblast' di Donec'k, la città è entrata a far parte del distretto di Pokrovs'k..